# Reformatorische Omroep
De Reformatorische Omroep (RO) is een Nederlandse omroepvereniging die uitzendt via internet. De RO richt zich met name op de gereformeerde gezindte.
De Reformatorische Omroep werd opgericht op 1 maart 2005 in Eemnes, trok later in bij Trans World Radio in Barneveld en is thans gevestigd in Nijkerk. Tussen december 2006 en december 2016 was Rijk van Dam financieel directeur en programmamaker bij de Reformatorische Omroep. Daarna was hij nog een half jaar interim-bestuurder bij deze omroep.
De RO zendt 24 uur per dag (uit principiële overwegingen geen liveprogramma's op zondag, door de RO aangeduid als rustdag) kerkelijke muziek uit via internet en daarnaast sinds 2012 ook speciale uitzendingen met een beeldverbinding, wat zo'n 40.000 kijkers trekt. De RO biedt programma's aan op twee radiokanalen, RO Radio 1 en 2, de laatste met non-stop muziek. Men streeft ernaar een zendmachtiging te krijgen om ook via de ether uit te zenden.
In december 2011 verzorgde de RO een eigen videokanaal, dat 's avonds twee uur lang in de lucht was en onder meer actualiteiten (Nieuws/waardig, in samenwerking met het Reformatorisch Dagblad) en een discussieprogramma (WeerWoord) uitzond. Het kanaal was een proef die een maand duurde en geen vervolg gekregen heeft.
In 2016 en 2017 kwam de RO financieel in zwaar weer. De dagelijkse leiding werd overgedragen aan het bestuur van de BusinessClub van de RO. Deze bepaalde eind juni 2017 dat er gesneden moest worden in onder meer het personeelsbestand, omdat er ondanks fondsenwerving geen voldoende middelen meer waren om het personeel te bekostigen.